# Iglesia de Santa María Magdalena (Lima)
La iglesia de Santa María Magdalena es un templo de culto católico, dedicado a María Magdalena, ubicado en el distrito de Pueblo Libre, en la ciudad de Lima, capital del Perú. Pertenece a la jurisdicción eclesiástica de la Arquidiócesis de Lima. Fue declarada Patrimonio Cultural de la Nación en 1942 por resolución LN° 9599.

## Historia
Su construcción se inició en 1557, en terrenos cedidos a la Orden franciscana por el cacique principal del Valle de Lima, Gonzalo Taulichusco, tras ser bautizado y a fin de que los religiosos iniciasen la evangelización, bajo el nombre de Doctrina de la Bendita Magdalena. Esta donación fue aprobada por el Virrey Andrés Hurtado de Mendoza, Marqués de Cañete, y confirmada en 1587 por el Virrey Fernando Torres y Portugal. Es la iglesia rural más antigua de Lima, ya que los terrenos donde se asentó eran en su mayoría chacras.
El templo ha sufrido varias modificaciones y reparaciones debido a los sismos.

## Descripción
Su exterior está pintado con un característico color rosa colonial. Presenta una tradicional planta de salón estilo isabelino y un altar mayor con una decoración barroca, así como una serie de ocho altares laterales, todos recubiertos con pan de oro. Desde 1944, la iglesia y sus dependencias es regentada por la Orden de Agustinos Recoletos.